# أبو كاليجار مرزبان
أبو كاليجار مرزبان (توفي في تشرين الأول 1048) كان أميرًا بويهيًا في فارس (1024-1048)، وكرمان (1028-1048)، والعراق (1044-1048). كان الابن الأكبر لسلطان الدولة.

## الصراع على السيادة على مملكة البويهيين
أدى موت سلطان الدولة عام 1024 إلى أزمة خلافة داخل الدولة البويهية. ولم يختر الجيش في بغداد أخاه جلال الدولة حاكمًا إلا في عام 1027م. وفي هذه الأثناء، كان أبو كاليجار قد بنى سلطته في فارس، على الرغم من أن السنوات الأولى من حكمه تميزت بإشراف معلمه، وهو خصي يدعى صندل، ودخل في صراع مع الحاكم البويهي في كرمان، قوام الدولة. وقد سمح موت الأخير في عام 1028 لأبي كاليجار باحتلال المقاطعة. وفي عام 1030 أرسل جلال الدولة أسطولًا من 1300 سفينة بقيادة وزيره أبي علي الحسن بن ماكولا للاستيلاء على البصرة من أبي كاليجار، إلا أن الحملة كانت كارثية وانتهت بهزيمة كاملة. وبعد ذلك قُبض على أبي علي الحسن، ولكن سرعان ما تم الإفراج عنه. وبعدها أرسل أبو كاليجار جيشًا بقيادة وزيره بهرام بن مفينة، الذي تمكن من فتح خوزستان (الأهواز). ثم جعل أبو كليجار الأهواز عاصمته.
في عام 1033م غزا الغزنويون كرمان بهدف السيطرة على دولة البويهيين. لكن الالتزامات المالية المفروضة على أهل كرمان أقنعتهم بأن حكم البويهيين سيكون أفضل. وفي العام التالي، طرد بهرام بن مفنّة الغزنويين من المقاطعة.
وكان أبو كاليجار يريد أيضًا السيطرة على العراق. وفي حوالي عام 1037م زحف جيشه على بغداد، ورغم أنه لم يستولِ على المدينة، إلا أن جلال الدولة اعترف به كبير الأمراء. استخدم أبو كاليجار بعد ذلك لقب "شاهنشاه" على عملاته المعدنية. إلا أن أمير الموصل، ومعه قبيلة الأسديين العربية، دعموا جلال الدولة، واضطر البويهيون إلى التوصل إلى حل وسط. استخدم كلا الحاكمين نفس الألقاب وكانا مستقلين حقًا عن بعضهما البعض. ولذلك ظلت العراق بعيدة عن سيطرة أبي كليجار، رغم أنه تمكن من تعيين ابنه حاكمًا على البصرة. في عام 1041/1042، تُوفي بهرام بن مفنّة، وخلفه ذو السعادات وزيرًا لأبي كليجار.
إن وفاة جلال الدولة عام 1044 أعطت أبو كاليجار ملكية العراق. لكن سيطرته على المنطقة ظلت ضعيفة، ولذلك بقيت عاصمته في الأهواز، بدلًا من نقلها إلى بغداد. وفي هذه الأثناء، كان الكاكويون في أصفهان منقسمين بين شقيقين متنافسين، وحاول أبو كاليجار إجبارهم على الخضوع لسلطته. ومع ذلك، فقد فضَّلوا الاعتراف بالسلاجقة باعتبارهم أسيادهم. وفي نفس العام عزَّز أبو كاليجار أسوار شيراز.

## ذروة القوة والموت
واصل أبو كليجار ترسيخ سلطته بالسفر إلى بغداد، حيث حصل على لقب كبير الأمراء ولقب "محي الدين". وقد اعترف به العديد من الحكام الصغار في العراق، وحتى الكاكوييون أعلنوا ولاءهم له. لكن هذا الفعل الأخير دفع السلاجقة إلى التدخل، فقرر أبو كاليجار التفاوض وإنشاء تحالف زواج. لكن حاكم كرمان البويهي قرر الخضوع للقائد السلجوقي قافورد بك. وسار أبو كاليجار لتأكيد سلطته، فقط ليقابله سفير الحاكم، الذي أحضر الهدايا ووعدًا بتجديد ولائه. وبعد فترة قصيرة تُوفي أبو كاليجار عن عمر يناهز ثمانية وثلاثين عامًا. وخلفه ابنه الملك الرحيم، ولكن البويهيين عانوا من صراع على الخلافة بعد وفاته بفترة وجيزة، ودخلت كرمان في فلك السلاجقة.